# As Alive as You Need Me to Be
«As Alive as You Need Me to Be» es una canción de la banda estadounidense de rock industrial Nine Inch Nails. Lanzada el 17 de julio de 2025, la canción fue el primer sencillo de su próxima banda sonora para la película Tron: Ares (2025). Es el primer lanzamiento de Nine Inch Nails desde la colaboración de 2021 con Health, «Isn't Everyone».

## Lanzamiento y recepción
Unos días antes del lanzamiento de la canción, se anunció su título en una camiseta vendida en las fechas europeas de la gira mundial Peel It Back de la banda.
El lanzamiento vino acompañado de un video con la letra subido al canal oficial de YouTube de Nine Inch Nails, así como de un nuevo tráiler de Tron: Ares en el canal de Disney que incluía la canción de forma destacada. La fecha de lanzamiento, la lista de canciones y las reservas de la banda sonora de la película también se anunciaron el mismo día del lanzamiento.
La canción debutó en el número 10 de la lista Dance Digital Song Sales de Billboard.
Stereogum describió la canción como «un tema rockero temible basado en sintetizadores electrónicos retrofuturistas de los 80», con «Reznor aportando auténtica ferocidad a su voz principal», mientras que Uproxx la describió como «un éxito electrónico [...] que podría encajar en un álbum de estudio normal de NIN». Además, Revolver caracterizó la pista por sus «enormes ritmos de bajo sintetizado y ritmos de caja de ritmos que inducen terremotos [así como] un coro endiabladamente melódico y presionado por la distorsión», y también teorizó que sus «copias de seguridad vocodificadas [son] quizás un guiño a los anteriores compositores de Tron, Daft Punk».

## Lista de canciones
Todas las pistas escritas por Trent Reznor y Atticus Ross.

#### 7" exclusivo de laSan Diego Comic-Con
| Lado A |                                 |          |  |
| N.º    | Título                          | Duración |  |
| 1.     | «As Alive as You Need Me to Be» | 3:53     |  |

| Lado B |                          |          |  |
| N.º    | Título                   | Duración |  |
| 1.     | «Building Better Worlds» |          |  |

#### 7”
| Lado A |                                 |          |  |
| N.º    | Título                          | Duración |  |
| 1.     | «As Alive as You Need Me to Be» | 3:53     |  |

| Lado B |                       |          |  |
| N.º    | Título                | Duración |  |
| 1.     | «Empathetic Response» |          |  |

## Listas
| Lista (2025)                                  | Posición más alta |
| --------------------------------------------- | ----------------- |
| Reino Unido (UK Download Chart)               | 74                |
| Estados Unidos (Hot Rock & Alternative Songs) | 40                |